# Brasiliogomphus
Brasiliogomphus is een geslacht van libellen (Odonata) uit de familie van de rombouten (Gomphidae).

## Soorten
Brasiliogomphus omvat 1 soort:
- Brasiliogomphus uniseries Belle, 1995